# 盆尧镇
盆尧镇，是中华人民共和国河南省驻马店市西平县下辖的一个乡镇级行政单位。

## 行政区划
盆尧镇下辖以下地区：
盆西村、盆东村、徐杨村、叶寨村、于营村、陈庄村、张渡口村、莲花池村、大赵村、洪港村、叶李村、陈老庄村、张老庄村和罗阁村。